# Ciao (Coez)
Ciao è un brano musicale del cantante italiano Coez, seconda traccia del quarto album in studio Faccio un casino, pubblicato il 5 maggio 2017.
Il brano è stato prodotto da Frenetik & Orang3 ed è stato in seguito certificato disco di platino dalla FIMI per le oltre 50 000 copie vendute in Italia.

## Video musicale
Il video è stato reso disponibile il 10 aprile 2018 attraverso il canale YouTube del cantante.

## Classifiche
| Classifica (2017) | Posizione massima |
| ----------------- | ----------------- |
| Italia            | 94                |